# 城岡祐介
城岡 祐介（しろおか ゆうすけ、6月11日 - ）は、日本の男性声優。東京都出身。青二プロダクション所属。

## 略歴
日本大学理工学部卒業。青二塾東京校36期生。

## 人物
趣味は散歩、映画鑑賞、アーケードゲーム。特技はスキー、イラスト描き。
資格・免許はSAJスキー検定1級、普通自動車免許。

## 出演

### テレビアニメ
2018年
- 爆釣バーハンター（妖怪蜘蛛男）

2019年
- ONE PIECE（2019年 - 2025年、フランペ部下、部下、ドンキーノ、ムーン・アイザックJr.、ウニ 他）
- RobiHachi（おっさん）
- ドラえもん（テレビ朝日版第2期）（2019年 - 2020年、男②、オジサン④、業者①）
- BEASTARS（ドルフ）

2020年
- 名探偵コナン（2020年 - 2024年、鮪仲卸業者、井上浩平）
- もっと!まじめにふまじめ かいけつゾロリ（2020年 - 2022年、ポンド、海賊、観客C、おじさん、国民E 他） - 3シリーズ
- テイルズ オブ クレストリア -咎を背負いて彼は発つ-
- 進撃の巨人（2020年 - 2021年、医師、パンツァー隊、民衆、調査兵、駐屯兵）

2021年
- SK∞ エスケーエイト（ギャラリー、官僚、英語教師、警官、県警本部長）
- SHAMAN KING（ボールボーイ）
- 新幹線変形ロボ シンカリオンZ（2021年 - 2022年、走り屋C、ネギマシだるま、戸隠キリカブ、ネギだるま）
- 僕のヒーローアカデミア（ヴィラン、男子生徒、志村転弧の祖父）
- ちびまる子ちゃん（2021年 - 2023年、テレビナレーション、坪井、じいさんC）
- D_CIDE TRAUMEREI THE ANIMATION（男）
- テスラノート（警察官1）

2022年
- ニンジャラ（2022年 - 2023年、マフィア、幹部）
- 乙女ゲー世界はモブに厳しい世界です（実況）
- 異世界迷宮でハーレムを（盗賊）
- マブラヴ オルタネイティヴ（整備士）
- 忍たま乱太郎（山賊、尾行者）
- 農民関連のスキルばっか上げてたら何故か強くなった。（衛兵②）

2023年
- 悲劇の元凶となる最強外道ラスボス女王は民の為に尽くします。（鎖の大男）

2024年
- オーイ!とんぼ（島の男）
- アサティール2 未来の昔ばなし（2024年 - 2025年、助手、お爺さんの息子、市民、客人、村人）

### 劇場アニメ
- 劇場版ポケットモンスター ココ（2020年、職人）
- 劇場版マクロスΔ 絶対LIVE!!!!!!（2021年）
- 劇場短編マクロスF 〜時の迷宮〜（2021年）
- ONE PIECE FILM RED（2022年）

### Webアニメ
- 聖闘士星矢: Knights of the Zodiac（2019年、暗黒聖闘士）
- 爆丸エボリューションズ（2022年、爆丸ブローラー、グラットマン）

### ゲーム
2018年
- GOD EATER 3（中年の男）
- 真・三國無双8（兵士）
- 無双OROCHI 3（武将）

2019年
- TALES OF THE RAYS Everlasting Destiny（帝国兵）

2020年
- プロ野球 ファミスタ 2020（平景清）
- KAMEN RIDER memory of heroez（マスカレイド・ドーパント、屑ヤミー）

2021年
- テイルズ オブ アライズ
- METALLIC CHILD（スパイデン）
- スーパーロボット大戦30（ザンスカール兵）

2023年
- ONE PIECE ODYSSEY

2024年
- 龍が如く8
- ORE'N（ドラキュラ）

2025年
- 龍が如く8外伝 Pirates in Hawaii（リボルバーのマスター）

### ラジオドラマ
- 青山二丁目劇場
  - サンタのあらまし（幸作）
  - 逆トイレの花子さん（警官）
  - 塀の向こう（熊谷）

### デジタルコミック
- 竜騎士のお気に入り（2023年、騎士 他[4]）

### ナレーション
- ういち・ひやまっちのイト神

### ボイスオーバー
- ABEMA Prime
- 世界の年収400マン
- 世界まる見え!テレビ特捜部
- 直撃!シンソウ坂上

### シリーズ一覧
1. ↑  第1シリーズ（2020年）、第2シリーズ（2021年）、第3シリーズ（2022年）